# Califatul Córdoba
Califatul Córdoba (în arabă, خلافة قرطبة Khilāfat Qurṭuba) a fost un stat din peninsula Iberică (Al-Andalus) și Africa de Nord cu capitala în orașul Córdoba, stat existent între 929 și 1031. Această perioadă s-a caracterizat printr-o remarcabilă înflorire a comerțului și a culturii; multe dintre capodoperele artistice ale Iberiei musulmane s-au construit în această perioadă, inclusiv celebra Mare Moschee din Córdoba. În ianuarie 929, Abd-ar-Rahman al III-lea s-a proclamat calif (în arabă, خليفة) de Córdoba în locul titlului de Emir de Córdoba (în arabă, أمير قرطبة 'Amīr Qurṭuba). Abd-ar-Rahman al III-lea făcea parte din dinastia Umayyad; aceeași dinastie deținea titlul de Emir de Córdoba încă din 756. Perioada califatului a fost apogeul prezenței musulmane în peninsula Iberică. Califatul s-a dezintegrat din cauza războiului civil (fitna) între descendenții ultimului calif Hisham al II-lea și succesorii primului său ministru (hayib) Al-Mansur. O rămășiță a califatului a continuat să existe până în 1031 când, după ani de lupte intestine, s-a dezmembrat în mai multe regate Taifa independente.

## Dinastia Omeiadă

### Începutul
Abd-ar-Rahman I a devenit Emir de Córdoba în 756, după ce s-a refugiat la șase ani după pierderea în 750 a puterii de către dinastia Umayyad în Damasc, unde deținuse titlul de calif. Cu scopul de a recâștiga o poziție de forță, el i-a învins pe conducătorii musulmani din regiune și a unit mai multe fiefuri locale într-un emirat.

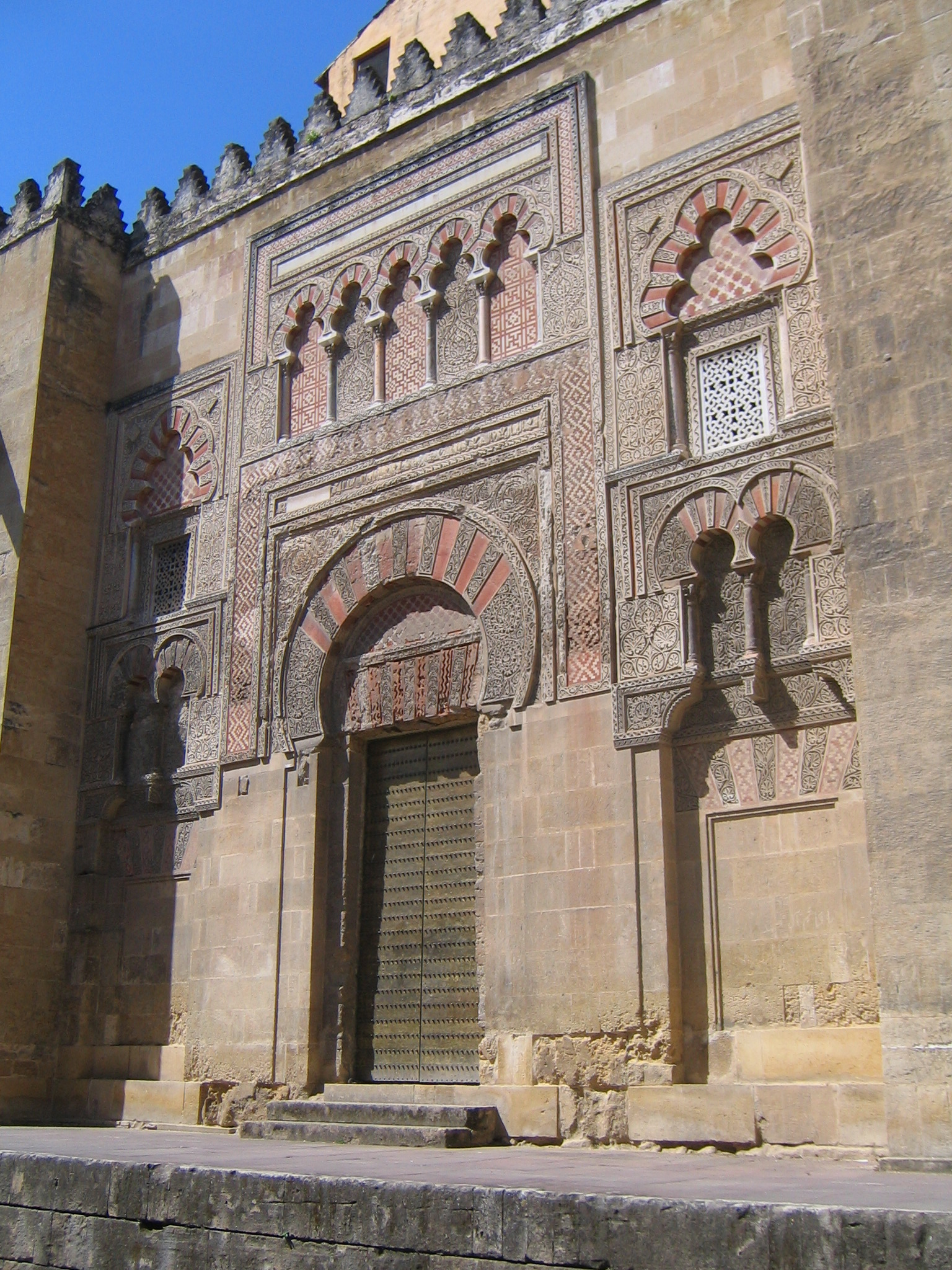
Exteriorul Mezquitei.

Conducătorii acestui emirat s-au mulțumit cu titlul de emir sau sultan până în secolul al X-lea, când Abd-ar-Rahman al III-lea s-a văzut pus în fața unei posibile invazii a Fatimizilor, un imperiu musulman rival cu capitala la Cairo. În parte pentru a se opune invaziei Fatimizilor, care revendicau titlul de calif recunoscut până atunci doar califului de Bagdad, Abd-ar-Rahman al III-lea s-a declarat el însuși calif. Această acțiune l-a ajutat pe Rahman al III-lea să câștige prestigiu în fața supușilor săi, și el și-a păstrat titlul chiar și după respingerea atacului Fatimizilor.

### Prosperitatea
Califatul s-a bucurat de o perioadă de înflorire economică în secolul al X-lea. Abd-ar-Rahman III nu doar că a unit al-Andalus, ci a adus sub control, prin forță și diplomație, și regatele creștine din nord. Abd-ar-Rahman a oprit înaintarea Fatimidă în pământurile califatului din Maroc și din al-Andalus. Această perioadă de prosperitate este marcată prin înflorirea relațiilor diplomatice cu triburile nord-africane, cu regii creștini din nordul peninsulei, cu Franța și Germania și cu Imperiul Bizantin. Moartea lui Abd-ar-Rahman al III-lea a dus la venirea pe tron a fiului său de 46 de ani Al-Hakam al II-lea în 961. Al-Hakam al II-lea a urmat în general politica tatălui său, deși a avut câteva conflicte cu regii creștini și cu rebelii din Africa de Nord. Spre deosebire de tatăl său, dependența lui al-Hakam de sfetnicii săi era mai pronunțată.

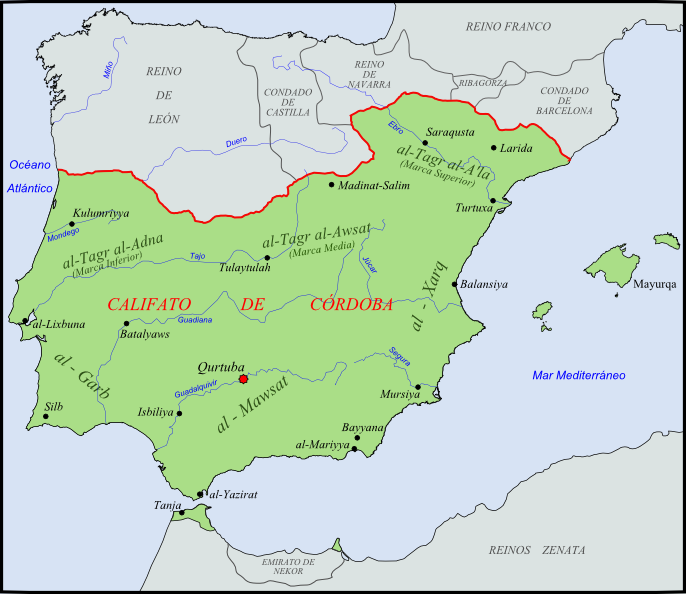
Califatul de Córdoba, circa 1000.

### Declinul
Moartea lui al-Hakam al II-lea în 976 a marcat începutul sfârșitului Califatului de Córdoba. Înainte de moartea sa, al-Hakam l-a numit ca succesor pe fiul său de 10 ani Hisham al II-lea (976–1008). Văzând că acest copil nu avea cum să fie calif și deși jurase supunere față de el, Al-Mansur Ibn Abi Aamir (principalul sfetnic al tatălui lui Hisham, denumit și Almanzor) s-a autoproclamat Calif. Ibn Abi Aamir a jucat rolul de regent al tânărului Hisham, luându-și asupra sa atribuțiile de calif până la majoratul acestuia. După aceea, el l-a izolat pe Hisham în Córdoba eradicând sistematic orice opoziție. Le-a permis berberilor din Africa să imigreze în al-Andalus pentru a-și mări susținerea populară. Ibn Abi Aamir a dus un regim represiv prin comparație cu cel al lui Abd-ar-Rahman al III-lea. El nu s-a ferit să folosească forța pentru a-i ține în șah pe creștini. El, ca și apoi fiul său, Abd al-Malik (al-Muzaffar), au continuată să dețină puterea până în 1008 când al-Muzaffar a murit și fratele său (Abd al-Rahman) a încercat să devină succesor al califului Hisham; Hisham s-a supus. După aceea, Abd al-Rahman a plecat într-o campanie împotriva unor revolte ale creștinilor din nord din care nu s-a mai întors.
Hotărârea de a-l numi pe Hisham al II-lea calif a dus la diluarea puterii către sfetnici. Titlul de calif a rămas unul simbolic; el nu mai deținea putere și nici influență. Califatul avea să fie zguduit de violențe, diverși rebeli autoproclamându-se califi. Ultimul calif de Córdoba a fost Hisham al III-lea (1027–1031). Cu diferite facțiuni aflate în conflict, califatul s-a prăbușit în 1031, despărțindu-se în mai multe regate taifa.